# Главы субъектов Российской Федерации в 1999 году
| Регион                                         | Глава региона                       | Дата рождения         | Партия | Название должности                   | Вступление в должность                        |
| ---------------------------------------------- | ----------------------------------- | --------------------- | ------ | ------------------------------------ | --------------------------------------------- |
| Республика Адыгея                              | Джаримов, Аслан Алиевич             | 7 ноября 1939 года    |        | Президент                            | 5 января 1992 года                            |
| Республика Алтай                               | Зубакин, Семён Иванович             | 4 мая 1952 года       |        | Глава Республики                     | 13 января 1998 года                           |
| Республика Башкортостан                        | Рахимов, Муртаза Губайдуллович      | 7 февраля 1934 года   |        | Президент                            | 7 апреля 1990 года                            |
| Республика Бурятия                             | Потапов, Леонид Васильевич          | 4 июля 1935 года      |        | Президент                            | 21 октября 1991 года                          |
| Республика Дагестан                            | Магомедов, Магомедали Магомедович   | 15 июня 1930 года     |        | Председатель Государственного Совета | август 1987 года                              |
| Республика Ингушетия                           | Аушев, Руслан Султанович            | 29 октября 1954 года  |        | Президент                            | 9 марта 1993 года                             |
| Кабардино-Балкарская Республика                | Коков, Валерий Мухамедович          | 18 октября 1941 года  |        | Президент                            | 9 января 1992 года                            |
| Республика Калмыкия                            | Илюмжинов, Кирсан Николаевич        | 5 апреля 1962 года    |        | Президент                            | 23 апреля 1993 года                           |
| Карачаево-Черкесская Республика                | Хубиев, Владимир Исламович          | 26 марта 1932 года    |        | Глава Республики                     | 13 января 1992 года (до 24 мая)               |
| Карачаево-Черкесская Республика                | Иванов, Игорь Владимирович (и. о.)  |                       |        | Глава Республики                     | 24 мая 1999 года (до 24 июля)                 |
| Карачаево-Черкесская Республика                | Власов, Валентин Степанович (и. о.) | 20 августа 1946 года  |        | Глава Республики                     | 24 июля 1999 года (до 14 сентября)            |
| Карачаево-Черкесская Республика                | Семёнов, Владимир Магомедович       | 8 июня 1940 года      |        | Глава Республики                     | 14 сентября 1999 года                         |
| Республика Карелия                             | Катанандов, Сергей Леонидович       | 21 апреля 1955 года   |        | Председатель Правительства           | 17 мая 1998 года                              |
| Республика Коми                                | Спиридонов, Юрий Алексеевич         | 1 ноября 1938 года    |        | Глава Республики                     | 25 апреля 1990 года                           |
| Республика Марий Эл                            | Кислицын, Вячеслав Александрович    | 4 сентября 1948 года  |        | Президент                            | 14 января 1997 года                           |
| Республика Мордовия                            | Меркушкин, Николай Иванович         | 5 февраля 1951 года   |        | Глава Республики                     | 24 января 1995 года                           |
| Республика Саха (Якутия)                       | Николаев, Михаил Ефимович           | 13 ноября 1937 года   |        | Президент                            | 8 декабря 1989 года                           |
| Республика Северная Осетия-Алания              | Дзасохов, Александр Сергеевич       | 3 апреля 1934 года    |        | Президент                            | 30 января 1998 года                           |
| Республика Татарстан                           | Шаймиев, Минтимер Шарипович         | 20 января 1937 года   |        | Президент                            | 11 апреля 1990 года                           |
| Республика Тыва                                | Ооржак, Шериг-оол Дизижикович       | 24 июля 1942 года     |        | Президент                            | 15 марта 1992 года                            |
| Удмуртская Республика                          | Волков, Александр Александрович     | 25 декабря 1951 года  |        | Председатель Верховного Совета       | апрель 1995                                   |
| Республика Хакасия                             | Лебедь, Алексей Иванович            | 14 апреля 1955 года   |        | Председатель правительства           | 9 января 1997 года                            |
| Чеченская Республика                           | Масхадов, Аслан Алиевич             | 21 сентября 1955 года |        | Президент                            | 12 февраля 1997 года (легитимный до сентября) |
| Чеченская Республика                           | Дениев, Якуб Ильясович (и. о.)      | 1948 год              |        | Глава временной администрации        | сентябрь 1999 года                            |
| Чувашская Республика                           | Фёдоров, Николай Васильевич         | 9 мая 1958 года       |        | Президент                            | 21 января 1994 года                           |
| Алтайский край                                 | Суриков, Александр Александрович    | 15 августа 1940 года  |        | Глава Администрации                  | 20 декабря 1996 года                          |
| Краснодарский край                             | Кондратенко, Николай Игнатович      | 16 февраля 1940 года  |        | Глава Администрации                  | 5 января 1997 года                            |
| Красноярский край                              | Лебедь, Александр Иванович          | 20 апреля 1950 года   |        | Губернатор                           | 5 июня 1998 года                              |
| Приморский край                                | Наздратенко, Евгений Иванович       | 16 февраля 1949 года  |        | Губернатор                           | 24 мая 1993 года                              |
| Ставропольский край                            | Черногоров, Александр Леонидович    | 13 июля 1959 года     |        | Глава Администрации                  | 28 ноября 1996 года                           |
| Хабаровский край                               | Ишаев, Виктор Иванович              | 16 апреля 1948 года   |        | Губернатор                           | 24 октября 1991 года                          |
| Амурская область                               | Белоногов, Анатолий Николаевич      | 24 февраля 1939 года  |        | Губернатор                           | 27 марта 1997 года                            |
| Архангельская область                          | Ефремов, Анатолий Антонович         | 30 января 1952 года   |        | Глава Администрации                  | 4 марта 1996 года                             |
| Астраханская область                           | Гужвин, Анатолий Петрович           | 25 марта 1946 года    |        | Губернатор                           | 28 августа 1991 года                          |
| Белгородская область                           | Савченко, Евгений Степанович        | 8 апреля 1950 года    |        | Глава администрации                  | 11 октября 1993 года                          |
| Брянская область                               | Лодкин, Юрий Евгеньевич             | 26 марта 1938 года    |        | Губернатор                           | декабрь 1995 года                             |
| Владимирская область                           | Виноградов, Николай Владимирович    | 22 апреля 1947 года   |        | Губернатор                           | 20 января 1997 года                           |
| Волгоградская область                          | Максюта, Николай Кириллович         | 26 мая 1947 года      |        | Глава администрации                  | 6 января 1997 года                            |
| Вологодская область                            | Позгалёв, Вячеслав Евгеньевич       | 15 ноября 1946 года   |        | Губернатор                           | 23 марта 1996 года                            |
| Воронежская область                            | Шабанов, Иван Михайлович            | 18 октября 1939 года  |        | Губернатор                           | 18 декабря 1996 года                          |
| Ивановская область                             | Тихомиров, Владислав Николаевич     | 14 августа 1939 года  |        | Губернатор                           | 1 февраля 1996 года                           |
| Иркутская область                              | Говорин, Борис Александрович        | 27 июня 1947 года     |        | Губернатор                           | 8 августа 1997 года                           |
| Калининградская область                        | Горбенко, Леонид Петрович           | 20 июня 1939 года     |        | Губернатор                           | октябрь 1996 года                             |
| Калужская область                              | Сударенков, Валерий Васильевич      | 13 июля 1940 года     |        | Губернатор                           | 9 ноября 1996 года                            |
| Камчатская область                             | Бирюков, Владимир Афанасьевич       | 19 октября 1933 года  |        | Губернатор                           | 16 ноября 1991 года                           |
| Кемеровская область                            | Тулеев, Аман Гумирович              | 13 мая 1944 года      |        | Губернатор                           | 1 июля 1997 года                              |
| Кировская область                              | Сергеенков, Владимир Нилович        | 5 декабря 1938 года   |        | Глава Администрации                  | 1 ноября 1996 года                            |
| Костромская область                            | Шершунов, Виктор Андреевич          | 16 ноября 1950 года   |        | Губернатор                           | 5 января 1991 года                            |
| Курганская область                             | Богомолов, Олег Алексеевич          | 4 октября 1950 года   |        | Губернатор                           | 6 февраля 1997 года                           |
| Курская область                                | Руцкой, Александр Владимирович      | 16 сентября 1947 года |        | Губернатор                           | 23 октября 1996 года                          |
| Ленинградская область                          | Сердюков, Валерий Павлович          | 9 ноября 1945 года    |        | Губернатор                           | 21 ноября 1998 года (и. о. до 25 сентября)    |
| Липецкая область                               | Королёв, Олег Петрович              | 23 февраля 1952 года  |        | Глава администрации                  | 12 апреля 1998 года                           |
| Магаданская область                            | Цветков, Валентин Иванович          | 27 августа 1948 года  |        | Губернатор                           | 3 ноября 1996 года                            |
| Московская область                             | Тяжлов, Анатолий Степанович         | 11 октября 1942 года  |        | Губернатор                           | 16 октября 1991 года                          |
| Мурманская область                             | Евдокимов, Юрий Алексеевич          | 1 января 1946 года    |        | Губернатор                           | 7 декабря 1996 года                           |
| Нижегородская область                          | Скляров, Иван Петрович              | 22 июня 1948 года     |        | Губернатор                           | 13 июля 1997 года                             |
| Новгородская область                           | Прусак, Михаил Михайлович           | 23 февраля 1960 года  |        | Губернатор                           | 24 октября 1991 года                          |
| Новосибирская область                          | Муха, Виталий Петрович              | 17 мая 1936 года      |        | Губернатор                           | 30 декабря 1995 года                          |
| Омская область                                 | Полежаев, Леонид Константинович     | 30 января 1940 года   |        | Губернатор                           | 31 марта 1990 года                            |
| Оренбургская область                           | Елагин, Владимир Васильевич         | 20 апреля 1955 года   |        | Губернатор                           | 24 октября 1991 (до 29 декабря)               |
| Оренбургская область                           | Чернышёв, Алексей Андреевич         | 29 марта 1939 года    |        | Губернатор                           | 29 декабря 1999                               |
| Орловская область                              | Строев, Егор Семёнович              | 25 февраля 1937 года  |        | Губернатор                           | 11 мая 1993 года                              |
| Пензенская область                             | Бочкарёв, Василий Кузьмич           | 29 апреля 1949 года   |        | Губернатор                           | 18 апреля 1998 года                           |
| Пермская область                               | Игумнов, Геннадий Вячеславович      | 27 октября 1936 года  |        | Губернатор                           | 12 января 1996 года                           |
| Псковская область                              | Михайлов, Евгений Эдуардович        | 17 марта 1963 года    |        | Губернатор                           | 10 ноября 1996 года                           |
| Ростовская область                             | Чуб, Владимир Фёдорович             | 24 июля 1948 года     |        | Губернатор                           | 8 октября 1991 года                           |
| Рязанская область                              | Любимов, Вячеслав Николаевич        | 17 января 1947 года   |        | Губернатор                           | 6 января 1997 года                            |
| Самарская область                              | Титов, Константин Алексеевич        | 30 октября 1944 года  |        | Губернатор                           | 31 августа 1991 года                          |
| Саратовская область                            | Аяцков, Дмитрий Фёдорович           | 9 ноября 1950 года    |        | Губернатор                           | 15 апреля 1996 года                           |
| Сахалинская область                            | Фархутдинов, Игорь Павлович         | 16 апреля 1950 года   |        | Губернатор                           | 24 апреля 1995 года                           |
| Свердловская область                           | Россель, Эдуард Эргартович          | 8 октября 1937 года   |        | Губернатор                           | 23 августа 1995 года                          |
| Смоленская область                             | Прохоров, Александр Дмитриевич      | 22 апреля 1953 года   |        | Губернатор                           | 29 мая 1998 года                              |
| Тамбовская область                             | Рябов, Александр Иванович           | 15 октября 1936 года  |        | Глава администрации                  | 30 декабря 1995 года (до 26 декабря)          |
| Тамбовская область                             | Бетин, Олег Иванович                | 25 августа 1950 года  |        | Глава администрации                  | 26 декабря 1999 года                          |
| Тверская область                               | Платов, Владимир Игнатьевич         | 23 октября 1946 года  |        | Губернатор                           | 30 декабря 1995 года                          |
| Томская область                                | Кресс, Виктор Мельхиорович          | 16 ноября 1948 года   |        | Глава Администрации                  | 20 октября 1991 года                          |
| Тульская область                               | Стародубцев, Василий Александрович  | 25 декабря 1931 года  |        | Губернатор                           | 31 марта 1997 года                            |
| Тюменская область                              | Рокецкий, Леонид Юлианович          | 15 марта 1942 года    |        | Губернатор                           | 12 января 1993 года                           |
| Ульяновская область                            | Горячев, Юрий Фролович              | 11 ноября 1938 года   |        | Губернатор                           | 9 января 1992 года                            |
| Челябинская область                            | Сумин, Пётр Иванович                | 21 июня 1946 года     |        | Губернатор                           | 5 января 1997 года                            |
| Читинская область                              | Гениатулин, Равиль Фаритович        | 20 декабря 1955 года  |        | Губернатор                           | 1 февраля 1996 года                           |
| Ярославская область                            | Лисицын, Анатолий Иванович          | 26 июня 1947 года     |        | Губернатор                           | 3 декабря 1991 года                           |
| Москва                                         | Лужков, Юрий Михайлович             | 21 сентября 1936 года |        | Мэр                                  | 6 июня 1992 года                              |
| Санкт-Петербург                                | Яковлев, Владимир Анатольевич       | 25 ноября 1944 года   |        | Губернатор                           | 5 июня 1996 года                              |
| Еврейская автономная область                   | Волков, Николай Михайлович          | 19 декабря 1951 года  |        | Губернатор                           | 14 декабря 1991 года                          |
| Агинский Бурятский автономный округ            | Жамсуев, Баир Баясхаланович         | 29 января 1959 года   |        | Губернатор                           | февраль 1997 года                             |
| Коми-Пермяцкий автономный округ                | Полуянов, Николай Андреевич         | 14 июля 1952 года     |        | Глава Администрации                  | 14 декабря 1991 года                          |
| Корякский автономный округ                     | Броневич, Валентина Тадеевна        | 25 января 1956 года   |        | Глава Администрации                  | 17 ноября 1996 года                           |
| Ненецкий автономный округ                      | Бутов, Владимир Яковлевич           | 10 апреля 1958 года   |        | Глава администрации                  | 25 декабря 1996 года                          |
| Таймырский (Долгано-Ненецкий) автономный округ | Неделин, Геннадий Павлович          | 20 мая 1938 года      |        | Глава администрации                  | 18 декабря 1991 года                          |
| Усть-Ордынский Бурятский автономный округ      | Малеев, Валерий Геннадьевич         | 28 мая 1964 года      |        | Глава администрации                  | 19 ноября 1996 года                           |
| Ханты-Мансийский автономный округ              | Филипенко, Александр Васильевич     | 31 мая 1950 года      |        | Губернатор                           | 18 декабря 1991 года                          |
| Чукотский автономный округ                     | Назаров, Александр Викторович       | 24 февраля 1951 года  |        | Губернатор                           | 11 ноября 1991 года                           |
| Эвенкийский автономный округ                   | Боковиков, Александр Александрович  | 7 сентября 1956 года  |        | Губернатор                           | 4 апреля 1997 года                            |
| Ямало-Ненецкий автономный округ                | Неёлов, Юрий Васильевич             | 24 июня 1952 года     |        | Глава администрации                  | 12 февраля 1994 года                          |